# Lost: Three Teeth
Lost: Three Teeth è un cortometraggio muto del 1915 diretto da  Al Christie.

## Produzione
Il film - un cortometraggio a una bobina - fu prodotto dalla Nestor Film Company.

## Distribuzione
Distribuito dall'Universal Film Manufacturing Company, il film uscì nelle sale cinematografiche USA il 13 agosto 1915.